# Carlos Roa
Carlos Ángel Roa (Santa Fe, 1969. augusztus 15. –) korábbi argentin válogatott labdarúgókapus.
Az argentin válogatott tagjaként részt vett az 1997-es Copa Américán és az 1998-as labdarúgó-világbajnokságon.

## Sikerei, díjai
Racing
- Libertadores-szuperkupa győztes (1): 1988

Lanús
- CONMEBOL-kupagyőztes (1): 1996

Mallorca
- KEK-döntős (1): 1998–99
- Spanyol kupadöntős (1): 1997–98
- Spanyol szuperkupagyőztes (1): 1998

Egyéni
- Zamora-díj (1): 1997–98